# Kerneved
Kerneved er den kerne af dødt ved, som findes inderst i mange træarters stamme og grene. I nogle tilfælde vil der slet ikke dannes egentligt kerneved (Almindelig Bøg er et eksempel på det), men i de fleste tilfælde vil vedcellerne dø efter nogle år. Derefter bliver de fyldt op at mørktfarvet lignin og forskellige metalfenolater. Ligninet øger trykstyrken i veddet og dermed træets evne til at bære sin egen vægt og de belastninger, som skyldes vind og nedbør. Fenolaterne er stærkt giftige, når metaldelen fjernes fra dem ved målrettede enzymprocesser, sådan at der opstår rene fenoler. Disse stoffer virker dræbende på eventuelle, indtrængende svampe. På den måde giver kerneved træet et længere liv.
Kerneved er eftertragtet som gavntømmer netop på grund af de beskyttende fenoler, der giver veddet en naturlig imprægnering. Derfor bruges det gerne til fugtbelastede konstruktioner som vinduesrammer, døre og træbeklædninger.
Kerneveddets mørke farve gør det desuden efterspurgt som møbeltræ, til gulvplanker og til kunstgenstande.

## Eksempler på kerneved
- Skovfyr er et kernevedtræ, hvor man bruger splintveddet til møbeltræ. Til vinduesrammer må man i stedet holde sig til kerneveddet for at øge holdbarheden. Kernen er rødlig, mens splinten er hvidgul.
- Stilk-Eg er et kernevedtræ, hvor man helst vil undgå at bruge splintveddet, som er for blødt udsat for angreb af svamp. Omvendt er kerneveddet meget bestandigt og kan bruges til både møbeltræ, i bygningskonstruktioner og til instrumentbyggeri. Kernen er gråbrun, mens splinten er gråhvid.
- Moseeg er ved fra egetræer, som er styrtet ud i en mose for århundreder siden, og som er blevet imprægneret ved en kombination af veddets egen garvesyre med mosevandets indhold af opløste jernforbindelser. Kerneveddet er gråsort, mens splintveddet som regel er borte eller værdiløst.
- Veddet fra Fugle-Kirsebær rummer en rødfarvet kerne og en påfaldende hvid splint. Man kan udmærket bruge splinten til møbelarbejder, men til gulvbelægning eller andre steder, hvor skønhedsindtrykket er afgørende, bruges udelukkende det Mahognilignende kerneved.
- Det hårde og kostbare ved fra Ibenholt har en dybsort kerne og en lys splint.